# راحتی بزرگ (فیلم)
راحتی بزرگ (انگلیسی: The Big Easy) فیلمی در ژانر جنایی و نئو نوآر به کارگردانی جیم مک‌براید است که در سال ۱۹۸۷ منتشر شد.

## بازیگران
- دنیس کواید
- الن بارکین
- جان گودمن
- ند بیتی
- گریس زابریسکی
- مارک لارنس